# Europarlamentari della Germania della VIII legislatura
Gli europarlamentari della Germania  della VIII legislatura, eletti in occasione delle elezioni europee del 2014, sono stati i seguenti.

## Composizione storica
| Europarlamentare            | Lista                                                           | Gruppo    |
| --------------------------- | --------------------------------------------------------------- | --------- |
| Jan Philipp Albrecht        | Alleanza 90/I Verdi                                             | Verdi/ALE |
| Burkhard Balz               | Unione Cristiano-Democratica di Germania                        | PPE       |
| Reimer Böge                 | Unione Cristiano-Democratica di Germania                        | PPE       |
| Elmar Brok                  | Unione Cristiano-Democratica di Germania                        | PPE       |
| Klaus Buchner               | Partito Ecologico-Democratico                                   | Verdi/ALE |
| Udo Bullmann                | Partito Socialdemocratico di Germania                           | S&D       |
| Reinhard Bütikofer          | Alleanza 90/I Verdi                                             | Verdi/ALE |
| Daniel Caspary              | Unione Cristiano-Democratica di Germania                        | PPE       |
| Birgit Collin-Langen        | Unione Cristiano-Democratica di Germania                        | PPE       |
| Michael Cramer              | Alleanza 90/I Verdi                                             | Verdi/ALE |
| Fabio De Masi               | Die Linke                                                       | GUE/NGL   |
| Albert Dess                 | Unione Cristiano-Sociale in Baviera                             | PPE       |
| Stefan Eck                  | Partito per l'Umanità, l'Ambiente e la Protezione degli Animali | GUE/NGL   |
| Christian Ehler             | Unione Cristiano-Democratica di Germania                        | PPE       |
| Cornelia Ernst              | Die Linke                                                       | GUE/NGL   |
| Ismail Ertug                | Partito Socialdemocratico di Germania                           | S&D       |
| Markus Ferber               | Unione Cristiano-Sociale in Baviera                             | PPE       |
| Knut Fleckenstein           | Partito Socialdemocratico di Germania                           | S&D       |
| Karl-Heinz Florenz          | Unione Cristiano-Democratica di Germania                        | PPE       |
| Michael Gahler              | Unione Cristiano-Democratica di Germania                        | PPE       |
| Evelyne Gebhardt            | Partito Socialdemocratico di Germania                           | S&D       |
| Jens Geier                  | Partito Socialdemocratico di Germania                           | S&D       |
| Arne Gericke                | Partito delle Famiglie di Germania                              | ECR       |
| Sven Giegold                | Alleanza 90/I Verdi                                             | Verdi/ALE |
| Jens Gieseke                | Unione Cristiano-Democratica di Germania                        | PPE       |
| Ingeborg Grässle            | Unione Cristiano-Democratica di Germania                        | PPE       |
| Matthias Groote             | Partito Socialdemocratico di Germania                           | S&D       |
| Thomas Händel               | Die Linke                                                       | GUE/NGL   |
| Rebecca Harms               | Alleanza 90/I Verdi                                             | Verdi/ALE |
| Martin Häusling             | Alleanza 90/I Verdi                                             | Verdi/ALE |
| Hans-Olaf Henkel            | Alternativa per la Germania                                     | ECR       |
| Maria Heubuch               | Alleanza 90/I Verdi                                             | Verdi/ALE |
| Iris Hoffmann               | Partito Socialdemocratico di Germania                           | S&D       |
| Monika Hohlmeier            | Unione Cristiano-Sociale in Baviera                             | PPE       |
| Peter Jahr                  | Unione Cristiano-Democratica di Germania                        | PPE       |
| Petra Kammerevert           | Partito Socialdemocratico di Germania                           | S&D       |
| Sylvia-Yvonne Kaufmann      | Partito Socialdemocratico di Germania                           | S&D       |
| Ska Keller                  | Alleanza 90/I Verdi                                             | Verdi/ALE |
| Dieter-Lebrecht Koch        | Unione Cristiano-Democratica di Germania                        | PPE       |
| Bernd Kölmel                | Alternativa per la Germania                                     | ECR       |
| Dietmar Köster              | Partito Socialdemocratico di Germania                           | S&D       |
| Constanze Krehl             | Partito Socialdemocratico di Germania                           | S&D       |
| Werner Kuhn                 | Unione Cristiano-Democratica di Germania                        | PPE       |
| Alexander Graf Lambsdorff   | Partito Liberale Democratico                                    | ALDE      |
| Bernd Lange                 | Partito Socialdemocratico di Germania                           | S&D       |
| Werner Langen               | Unione Cristiano-Democratica di Germania                        | PPE       |
| Jo Leinen                   | Partito Socialdemocratico di Germania                           | S&D       |
| Peter Liese                 | Unione Cristiano-Democratica di Germania                        | PPE       |
| Arne Lietz                  | Partito Socialdemocratico di Germania                           | S&D       |
| Norbert Lins                | Unione Cristiano-Democratica di Germania                        | PPE       |
| Barbara Lochbihler          | Alleanza 90/I Verdi                                             | Verdi/ALE |
| Sabine Lösing               | Die Linke                                                       | GUE/NGL   |
| Bernd Lucke                 | Alternativa per la Germania                                     | ECR       |
| David McAllister            | Unione Cristiano-Democratica di Germania                        | PPE       |
| Thomas Mann                 | Unione Cristiano-Democratica di Germania                        | PPE       |
| Gesine Meissner             | Partito Liberale Democratico                                    | ALDE      |
| Susanne Melior              | Partito Socialdemocratico di Germania                           | S&D       |
| Martina Michels             | Die Linke                                                       | GUE/NGL   |
| Ulrike Müller               | Liberi Elettori                                                 | ALDE      |
| Norbert Neuser              | Partito Socialdemocratico di Germania                           | S&D       |
| Angelika Niebler            | Unione Cristiano-Democratica di Germania                        | PPE       |
| Maria Noichl                | Partito Socialdemocratico di Germania                           | S&D       |
| Markus Pieper               | Unione Cristiano-Democratica di Germania                        | PPE       |
| Marcus Pretzell             | Alternativa per la Germania                                     | ECR       |
| Gabriele Preuss             | Partito Socialdemocratico di Germania                           | S&D       |
| Godelieve Quisthoudt-Rowohl | Unione Cristiano-Democratica di Germania                        | PPE       |
| Julia Reda                  | Partito Pirata                                                  | Verdi/ALE |
| Terry Reintke               | Alleanza 90/I Verdi                                             | Verdi/ALE |
| Herbert Reul                | Unione Cristiano-Democratica di Germania                        | PPE       |
| Ulrike Rodust               | Partito Socialdemocratico di Germania                           | S&D       |
| Helmut Scholz               | Die Linke                                                       | GUE/NGL   |
| Martin Schulz               | Partito Socialdemocratico di Germania                           | S&D       |
| Sven Schulze                | Unione Cristiano-Democratica di Germania                        | PPE       |
| Joachim Schuster            | Partito Socialdemocratico di Germania                           | S&D       |
| Andreas Schwab              | Unione Cristiano-Democratica di Germania                        | PPE       |
| Peter Simon                 | Partito Socialdemocratico di Germania                           | S&D       |
| Birgit Sippel               | Partito Socialdemocratico di Germania                           | S&D       |
| Renate Sommer               | Unione Cristiano-Democratica di Germania                        | PPE       |
| Martin Sonneborn            | Die PARTEI                                                      | NI        |
| Joachim Starbatty           | Alternativa per la Germania                                     | ECR       |
| Jutta Steinruck             | Partito Socialdemocratico di Germania                           | S&D       |
| Michael Theurer             | Partito Liberale Democratico                                    | ALDE      |
| Ulrike Trebesius            | Alternativa per la Germania                                     | ECR       |
| Helga Trüpel                | Alleanza 90/I Verdi                                             | Verdi/ALE |
| Sabine Verheyen             | Unione Cristiano-Democratica di Germania                        | PPE       |
| Udo Voigt                   | Partito Nazionaldemocratico di Germania                         | NI        |
| Beatrix Von Storch          | Alternativa per la Germania                                     | ECR       |
| Axel Voss                   | Unione Cristiano-Democratica di Germania                        | PPE       |
| Manfred Weber               | Unione Cristiano-Sociale in Baviera                             | PPE       |
| Jakob Von Weizsäcker        | Partito Socialdemocratico di Germania                           | S&D       |
| Martina Werner              | Partito Socialdemocratico di Germania                           | S&D       |
| Kerstin Westphal            | Partito Socialdemocratico di Germania                           | S&D       |
| Rainer Wieland              | Unione Cristiano-Democratica di Germania                        | PPE       |
| Hermann Winkler             | Unione Cristiano-Democratica di Germania                        | PPE       |
| Joachim Zeller              | Unione Cristiano-Democratica di Germania                        | PPE       |
| Gabriele Zimmer             | Die Linke                                                       | GUE/NGL   |

## Modifiche intervenute

### Unione Cristiano-Democratica di Germania
- In data 24.07.2017 a Herbert Reul subentra Dennis Radtke.
- In data 20.09.2018 a Burkhard Balz subentra Stefan Gehrold.

### Partito Socialdemocratico di Germania
- In data 14.11.2016 a Matthias Groote subentra Tiemo Wölken.
- In data 24.02.2017 a Martin Schulz subentra Arndt Kohn.
- In data 01.01.2018 a Jutta Steinruck subentra Michael Detjen.
- In data 10.01.2019 a Jakob Von Weizsäcker subentra Babette Winter.

### Alleanza 90/I Verdi
- In data 03.07.2018 a Jan Philipp Albrecht subentra Romeo Franz.

### Die Linke
- In data 08.11.2017 a Fabio De Masi subentra Martin Schirdewan.

### Alternativa per la Germania
- In data 08.11.2017 a Beatrix Von Storch subentra Jörg Meuthen.

### Partito Liberale Democratico
- In data 06.11.2017 a Michael Theurer subentra Wolf Klinz.
- In data 08.11.2017 a Alexander Graf Lambsdorff subentra Nadja Hirsch.